# Prefix telefonic 701 (Statele Unite ale Americii)
Prefixul telefonic 701 din America de Nord, conform originalului din limba engleză, Area code 701 este un prefix telefonic (în engleză, area code) folosit pentru convorbirile telefonice la distanță, acoperind astăzi întregul stat Dakota de Nord, conform Sistemului de numerotare nord-american (conform, North American Numbering Plan). 701 a fost unul dintre prefixele originar create de compania AT&T în octombrie 1947, iar astăzi se referă la întregul stat North Dakota.
Prefixul telefonic 701 este divizat între Bismarck LATA și Fargo - Brainerd LATA, fiind singurul prefix telefonic din sistemul telefonic interconectat al Americii de Nord care este divizat. 
Prefixul telefonic 701 este folosit mai mult de jumătatea capacității sale maxime, utilizându-se aproximativ 500 din cele 800 de posibile grupuri de conexiuni.  Oricum utilizarea a două structuri LATA pentru acest prefix elimină folosirea sa prea intensivă întrucât multe conexiuni sunt redirecționate către zona de utilizare a prefixului 218.  Există discuții preliminare pentru adăugarea unui alt prefix telefonic pentru descongestionarea traficului cândva în 2010 sau 2011.